# Reveal (àlbum)
Reveal és el dotzè àlbum d'estudi de la banda estatunidenca de rock alternatiu R.E.M., publicat el 14 de maig de 2001 per Warner Bros. Records i amb la producció de Pat McCarthy. Aquest treball va tenir millor rebuda que l'anterior, que fou el primer sense el bateria Bill Berry.
L'any següent, la publicar una edició especial, titulada r.e.m.IX, on cada cançó fou remesclada per productors i membres de la indústria musical diferents. Aquest àlbum estigué disponible de forma gratuïta només en el lloc web oficial de la banda.

## Producció
Després de l'experimentació electrònica que van realitzar a Up, en aquest treball van tornar a un so més clàssic però conservant forces sons provinents de sintetitzadors i donant més importància als teclats en depriment de les guitarres.
Durant aquesta època, Michael Stipe es va fer bon amic de Thom Yorke, líder de Radiohead, que es trobava en una etapa depressiva de la seva vida. De les diverses converses que van mantenir, Yorke va compondre «How to Disappear Completely», inclosa en Kid A (2000), que va inspirar a Stipe per compondre «Disappear».
La crítica musical va rebre inicialment de forma positiva aquest treball, especialment a causa que l'anterior treball fou molt insipient i no va arribar a les expectatives de la banda. Va arribar al número 1 de la llista britànica, al cinc en l'australiana i en el sis en l'estatunidenca, sent certificat amb un disc de platí al Regne Unit i en disc d'or als altres dos.
En una entrevista realitzada el 2021, coincidint amb el vintè aniversari de l'àlbum, Stipe va afirmar que aquest havia esdevingut el seu àlbum favorit de R.E.M.

## Llista de cançons
Totes les cançons foren escrites i compostes per Peter Buck, Mike Mills i Michael Stipe. 
| 1.            | «The Lifting»                                  | 4:39  |
| 2.            | «I've Been High»                               | 3:25  |
| 3.            | «All the Way to Reno (You're Gonna Be a Star)» | 4:43  |
| 4.            | «She Just Wants to Be»                         | 5:22  |
| 5.            | «Disappear»                                    | 4:11  |
| 6.            | «Saturn Return»                                | 4:55  |
| Durada total: | Durada total:                                  | 27:15 |

| 7.            | «Beat a Drum»          | 4:21  |
| 8.            | «Imitation of Life»    | 3:57  |
| 9.            | «Summer Turns to High» | 3:31  |
| 10.           | «Chorus and the Ring»  | 4:31  |
| 11.           | «I'll Take the Rain»   | 5:51  |
| 12.           | «Beachball»            | 4:14  |
| Durada total: | Durada total:          | 26:25 |

## Posició en llistes
| Llista (2001) | Posició | Certificacions |
| ------------- | ------- | -------------- |
| Alemanya      | 1       | 1x Or          |
| Austràlia     | 5       | 1x Or          |
| Canadà        | 4       | 1x Or          |
| Estats Units  | 6       | 1x Or          |
| Espanya       |         | 1x Or          |
| Europa        |         | 1x Platí       |
| França        | 4       |                |
| Itàlia        | 1       | 1x Platí       |
| Japó          | 20      |                |
| Regne Unit    | 1       | 1x Platí       |

## Crèdits
R.E.M.
- Peter Buck – guitarra
- Mike Mills – baix, teclats
- Michael Stipe – cantant

Tècnics
- Chris Bilheimer – art
- Pat McCarthy – producció
- Scott McCaughey – guitarra
- Ken Stringfellow – teclats
- Joey Waronker – bateria, percussió